# Busselton
Busselton – miasto w Australii, w stanie Australia Zachodnia, położone nad Zatoką Geografa.